# Phaeothamniaceae
Famille
Les Phaeothamniaceae sont une famille d'algues de l'embranchement des Ochrophyta, de la classe des Phaeothamniophyceae et de l’ordre des Phaeothamniales.

## Étymologie
Le nom vient du genre type Phaeothamnion, dérivé du grec φαιός / faiós, « brun, sombre », et θάμνος / thamnos, « buisson ; herbe ».

## Liste des genres
Selon AlgaeBase (28 février 2022) :
- Arthrogloea Pascher, 1949
- Chrysapion Pascher & Vlk, 1943
- Chrysocapsopsis R.H.Thompson & Wujek, 1998
- Chrysoclonium Pascher, 1925
- Chrysodesmis Starmach, 1970
- Chrysodictyon Ramanathan, 1947
- Chrysophaeum W.R.Taylor, 1951 - nom illégal
- Koinopodion Pascher, 1943
- Oodesmus Schmidle, 1902
- Phaeobotrys H.Ettl, 1966
- Phaeogloea Chodat, 1922
- Phaeoschizochlamys Lemmermann, 1898
- Phaeothamnion Lagerheim, 1884 - genre type
- Selenophaea Chodat, 1922
- Sphaeridiothrix Pascher & Vlk, 1943
- Stichogloea Chodat, 1897
- Tetrachrysis A.J.Dop, 1980
- Tetrapion Pascher, 1943

## Systématique
La famille des Phaeothamniaceae a été créée en 1886 par le phycologue autrichien Anton Hansgirg (d) (1854–1917).